# Благодатный (Белгородская область)
Благодатный — хутор в Волоконовском районе Белгородской области России. Входит в состав Погромского сельского поселения.

## История
В 1968 году указом президиума ВС РСФСР хутор Чертолясов переименован в Благодатный.

## Население
| 2002 | 2010 |
| ---- | ---- |
| 0    | →0   |